# John McLean (1785-1861)
Pour les articles homonymes, voir John MacLean et MacLean.
John McLean (11 mars 1785 – 4 avril 1861) est un juriste et homme politique américain. Il fut membre du Congrès, juge à la Cour suprême de l'Ohio puis à la Cour suprême des États-Unis. Il fut candidat à l'élection présidentielle de 1832.
Implanté dans l'État de l'Ohio, un état de la Frontière, fut le premier Postmaster General à parler de "Post Office" et à proclamer qu'il est capable de battre tous les Pony Express (courrier), au nom de son idéal du "citoyen informé". 